# William Markowitz
William Markowitz (* 8. Februar 1907 in Melč; † 10. Oktober 1998 in Pompano Beach, Florida) war ein US-amerikanischer Astronom.
William Markowitz wurde 1931 mit der Dissertation „The evolution of binary stars“ unter William Duncan MacMillan an der University of Chicago promoviert.
Er arbeitete von 1936 bis 1966 am U.S. Naval Observatory und leitete von 1953 bis 1966 dessen Zeitdienst. Sein Hauptinteresse galt der Erdrotation und der Polbewegung. Er konstruierte eine spezielle Mondkamera, die zur Bestimmung der Ephemeridenzeit diente. Die Vergleiche der mit dieser Kamera realisierten astronomischen Ephemeridenzeitskala mit der physikalisch erzeugten Atomzeitskala der neu entwickelten Caesium-Atomuhren führte zur Definition der SI-Sekunde als 9.192.631.770 Schwingungen der von Caesium-Atomen emittierten Strahlung.

## Veröffentlichungen
- Markowitz Wm.: Photographic determination of the moon's position, and applications to the measure of time, rotation of the earth, and geodesy. Astronomical Journal, Vol. 59, p. 69 (1954) (online)
- Markowitz Wm.: Variations in rotation of the earth, results obtained with the dual-rate moon camera and photographic zenith tubes. In: Dirk Brouwer, ed.: The Rotation of the Earth and Atomic Time Standards, IAU Symposium no. 11, Moscow, August 1958. Lancaster Press 1959, p.26 (online)
- Markowitz Wm.: International determination of the total motion of the pole. In: Paul J. Melchior, ed.: The Future of the International Latitude Service; IAU Symposium #13 held in Helsinki, July 1960, p. 29–41 (online)